# Spider-Man: No Way Home
Série l'univers cinématographique Marvel
Les Éternels
(2021) Doctor Strange in the Multiverse of Madness
(2022)
Série Spider-Man (2017)
Spider-Man: Far From Home
(2019) Spider-Man: Brand New Day
(2026)
Pour plus de détails, voir Fiche technique et Distribution.
Spider-Man: No Way Home, ou Spider-Man : Sans retour au Québec est un film américain réalisé par Jon Watts, sorti en 2021.
Il s'agit du vingt-septième film de l'univers cinématographique Marvel et le quatrième de la phase IV. Réalisé par Jon Watts à partir d'un scénario écrit par Chris McKenna et Erik Sommers, il met en scène Tom Holland dans le rôle de Spider-Man, aux côtés de Zendaya, Benedict Cumberbatch, Willem Dafoe, Alfred Molina, Jamie Foxx, Jacob Batalon et Marisa Tomei.
Ce film voit les retours remarqués de Tobey Maguire et Andrew Garfield, anciens interprètes du personnage dans les sagas précédentes réalisées par Sam Raimi (en2002 2004 et 2007) et Marc Webb (en 2012 et 2014), introduisant la notion du « multivers ».
Après les événements liés avec Mystério, l'identité secrète de Spider-Man a été révélée au monde entier. Il est poursuivi par le gouvernement américain, qui l'accuse du meurtre de Mystério, et est traqué par les médias. Cet événement a également des conséquences terribles sur la vie de sa petite amie M. J. (Michelle Jones-Watson) et de son meilleur ami Ned. Désemparé, Peter Parker demande alors de l'aide au Docteur Strange. Ce dernier lance un sort pour que tout le monde oublie que Peter est Spider-Man. Mais les choses ne se passent pas comme prévu et cette action altère la stabilité de l'espace-temps. Cela ouvre le « Multivers », un concept terrifiant dont ils ne savent rien.
Pour son week-end d'ouverture, Spider-Man: No Way Home a rapporté 260 millions $, soit la deuxième plus grosse ouverture au box-office, derrière celle d'Avengers: Endgame avec 357 millions $ et devant celle d'Avengers : Infinity War avec 257 millions $, alors même que le contexte sanitaire de la pandémie de Covid-19 réduit considérablement l'accès aux salles de cinéma.
Le 25 décembre 2021, Spider-Man: No Way Home devient le premier film à dépasser le milliard de dollars au box-office depuis Star Wars, épisode IX : L'Ascension de Skywalker, sorti en décembre 2019, devenant ainsi le septième plus gros succès du box-office mondial et le 9e film de l'univers Marvel à franchir la barre du milliard de dollars.
En France, le film a généré plus de 7 300 000 entrées depuis le 15 décembre 2021, ce qui en fait le film le plus vu dans les cinémas français devant Mourir peut attendre (2021) avec ses quatre millions d'entrées.

## Synopsis
En 2024, J. Jonah Jameson a diffusé une vidéo dans laquelle Quentin Beck alias Mystério accuse publiquement Peter Parker de meurtre à titre posthume et révèle son identité en tant que Spider-Man, Peter, sa tante May, Happy Hogan, sa petite amie MJ et son meilleur ami Ned Leeds sont interrogés par le Damage Control, qui procède également à des perquisitions chez Stark Industries qui est le fabricant des drones utilisés par Mystério pour créer ses illusions.
L'avocat Matt Murdock obtient l'abandon des charges, mais ne peut cependant éviter au groupe de continuer à pâtir d'une mauvaise réputation sans arrêt relayée par le média en ligne TheDailyBugle.net créant au passage des divisions de l'opinion publique avec d'un côté les fidèles de Spider-Man et de l'autre les fidèles de Mystério. Quelques mois plus tard, Peter et May déménagent dans l'appartement d'Happy à Long Island City. Après le rejet de sa candidature et celles de MJ et Ned au MIT, Peter se rend au Saint des Saints de New-York pour demander de l'aide au Docteur Strange. Ce dernier lui propose un sortilège, les « runes de Kof-Kol », qui ferait oublier au monde entier que Peter Parker est Spider-Man. Malgré les avertissements de Wong, Strange décide quand même d'effectuer le sort, alors que Peter demande des modifications pour que MJ, Happy, Ned et May ne l'oublient pas. Les interruptions corrompent le sort que Strange parvient à contenir. Après que Peter lui a avoué qu'il n'a pas cherché à convaincre l'assistante du vice-chancelier du MIT d'accepter les candidatures avant de lui demander son aide, Strange le fait sortir du sanctuaire.
Peter téléphone à Flash Thompson (qui a été accepté au MIT) pour savoir où se trouve l'assistante. Il part à la rencontre de cette dernière alors qu'elle était dans un taxi, coincée dans un embouteillage sur le pont Alexander Hamilton, mais le Docteur Octopus, qui est à la recherche de son réacteur à fusion, apparaît et détruit le pont à l'aide de ses tentacules robotisés. Voyant Peter dans son costume d'Iron-Spider, il lui demande ce qu'il en a fait, mais Peter ne voit pas de quoi il parle. Après un vif combat contre Spider-Man, Octopus est étonné de remarquer qu'il n'est pas le « Peter » qu'il connaît lorsqu'il voit le visage de Peter. Octopus ayant au passage extrait une partie de la nanotechnologie du costume d'Iron-Spider, Peter découvre qu'il peut à présent contrôler les tentacules mécaniques du docteur. L'assistante annonce qu'elle va faire accepter MJ, Ned et Peter au MIT quand soudain, le Bouffon vert débarque à son tour sur le pont en lançant quelques bombes citrouilles. Octopus semble le reconnaître. Au moment où le Bouffon se prépare à attaquer, Strange sauve Peter et emprisonne Octopus dans une cellule magique d'une crypte sous le Saint des Saints aux côtés du Dr Curt Connors alias le Lézard, qu'il avait capturé plus tôt dans les égouts. Strange explique à Peter que le Docteur Octopus et le Lézard ne proviennent pas de leur univers, mais d'univers alternatifs au sein du multivers car le sort désormais corrompu a attiré des personnes d'autres univers qui connaissent l'identité de Spider-Man, et ordonne à ce dernier de capturer les « visiteurs » restants,  avec Ned et MJ qui seront dans la crypte.
Équipé d'une nouvelle combinaison, Peter va à la recherche des autres « visiteurs » et voit Max Dillon alias Electro qui l'attaque mais il est aidé par un autre vilain, Flint Marko alias l'Homme-sable. Après avoir temporairement neutralisé les pouvoirs d’Electro, Peter l'emmène avec l’Homme-sable dans la crypte tandis que Norman Osborn reprend le contrôle de lui-même sur sa personnalité du Bouffon vert et, après avoir détruit son masque, il se rend dans les locaux du F.E.A.S.T. (l'association caritative au sein de laquelle May est bénévole), où Peter se dépêche d’aller.
Dans la crypte, Peter, MJ et Ned découvrent que le Bouffon, Octopus et l’Homme-sable sont tous les trois issus du même univers, tandis que le Lézard et Electro viennent d'une autre réalité différente. En discutant de leurs affrontements avec leurs Spider-Man, les super-vilains se rendent compte que certains d'entre eux ont été extraits de leur univers juste avant leur mort. Strange rentre dans la crypte et prépare un sort contenu dans un artéfact cubique, la Machina di Kadavus, qui les renverra dans leurs univers respectifs, mais Peter s'y oppose, car il pense qu'ils devraient d'abord les guérir de leurs pouvoirs et de leur folie, espérant que cela empêcherait leur mort à leur retour. Strange s'apprête néanmoins à effectuer le sort, considérant qu'il est impossible de changer leurs destins, Peter vole alors la Machina di Kadavus. S'ensuit alors un combat entre Peter et Strange dans la Dimension miroir au Grand Canyon. Après l'avoir entouré dans sa toile, Peter récupère les doubles anneaux de Strange et enferme ensuite ce dernier dans la Dimension miroir. Une fois sorti, Peter confie la Machina di Kadavus à MJ et les doubles anneaux à Ned, puis emmène les super-vilains dans l'appartement de Happy. Jameson et son équipe du Daily Bugle se lancent à leur poursuite.
Avec l'aide d'Osborn et d'un fabricateur de Stark Industries, Peter crée une nouvelle puce inhibitrice pour Octopus, plus performante que la première, ce qui le libère du contrôle mental de ses tentacules. Il installe également un siphon d'énergie sur Electro afin de lui extraire ses pouvoirs, mais la personnalité malfaisante du Bouffon reprend le dessus sur Osborn, qui persuade les super-vilains non guéris de trahir Peter. Celui-ci ordonne aussitôt à sa tante May de s'enfuir tandis qu’Electro s'arrache le siphon et s'empare du réacteur ARK du fabricateur de Stark Industries, qui lui confère de nouveaux pouvoirs plus puissants qu'il utilise pour mettre Octopus hors d'état de nuire. Ce dernier s'enfuit, tout en étant filmé par le caméraman de Jameson. Alors que l'Homme-sable, le Lézard et Electro s'échappent, Peter livre un affrontement acharné contre le Bouffon mais se retrouve rapidement en difficulté. May tente alors d'injecter l'antidote au Bouffon, en vain. Ce dernier appelle son planeur qui heurte May, lance deux bombes citrouilles et s'enfuit. Peter retrouve May dans les décombres et se lamente de ne pas avoir écouté Strange mais May le rassure en lui disant qu'il a fait ce qu'il devait faire et ajoute qu'« un grand pouvoir implique de grandes responsabilités ». Peter et May s'apprêtent alors à sortir mais elle s'écroule et celui-ci réalise que le planeur l'a mortellement blessée. May succombe sous les yeux de Peter qui se retrouve contraint de fuir les larmes aux yeux sous les tirs des agents du Damage Control présents sur les lieux tandis qu'Happy est arrêté. Jameson véhicule un message accusant Spider-Man (cette fois, à juste titre) d'être responsable de la mort d'innocents et de semer le chaos et la destruction partout où il passe.
Sans nouvelles de Peter depuis longtemps, MJ se prépare à activer la Machina di Kadavus, mais Ned découvre qu'il peut créer des portails en utilisant les doubles anneaux de Strange. À la suite d'une première tentative pour essayer de localiser Peter, ils se retrouvent à la place face à un Variant de Peter, venant de l'univers d’Electro et du Lézard qui a lui aussi été invoqué par le sortilège de Strange. Ce dernier constate que ses travaux sur les voyages multidimensionnels étaient réels. Suspicieuse, MJ le met au défi de prouver qu'il est Spider-Man, ce qu'il arrive à faire. Ned essaye à nouveau mais c'est un autre Variant de Peter qui apparaît du second portail celui de l'univers d'Octopus, du Bouffon et de l’Homme-sable. Ce dernier explique qu'il est à la recherche de leur Peter car il sent qu'il a besoin de son aide, tout comme le premier Peter invoqué. MJ finit par deviner où il peut se trouver.
Ned et MJ parviennent à retrouver leur Peter sur le toit de leur lycée en pleurs, et lui présentent ses alter-egos. Ces derniers tentent de le réconforter, mais Peter refuse de les écouter et décide d'activer la Machina di Kadavus, considérant que May est morte pour rien et par sa faute. MJ l'en empêche et les deux autres Variants de Peter partagent leurs propres histoires de pertes d'êtres chers : celui de l'univers d'Octopus, du Bouffon et de l’Homme-sable, surnommé « Peter 2 », lui révèle que son oncle Ben a été tué et que c'était de sa faute, tandis que celui de l'univers d’Electro et du Lézard, surnommé « Peter 3 », raconte qu'il n'a pas pu sauver sa petite-amie Gwen d'une chute mortelle. Découvrant qu'ils savent également ce qu'implique un grand pouvoir, Peter acceptera de se battre en l'honneur de May et de poursuivre la guérison des super-vilains.
Les trois Spider-Man développent des remèdes pour les super-vilains restants et attirent Electro, l'Homme-sable et le Lézard vers la statue de la Liberté en rénovation. Là, ils échangent sur leurs différents univers quand les super-vilains entrent en scène avec comme objectif de détruire la Machina di Kadavus.  Au terme d'un violent combat, Peter 2 et Peter 1 guérissent, non sans mal, Flint Marko de ses pouvoirs d'Homme-sable et Curt Connors de sa transformation en lézard, tandis qu'Octopus arrive pour aider Peter 2 et Peter 3 à guérir Max Dillon. En essayant d'ouvrir un portail pour se mettre à l'abri avec MJ, Ned libère par inadvertance Strange de la Dimension miroir. En voyant que Peter est parvenu à guérir tous les super-vilains, Strange est abasourdi ; Peter 1 s'excuse et lui présente ses Variants. Strange avoue apprécier que Peter 1 ait pu offrir une seconde chance aux super-vilains, mais il doit malgré tout les renvoyer dans leurs univers. Soudain, le Bouffon vert surgit et détruit la Machina di Kadavus avec une bombe citrouille, brisant la barrière séparant les autres univers. Alors que Strange essaie de maintenir cette dernière, Peter 1, enragé, tente de tuer le Bouffon pour venger la mort de sa tante. C'est alors que Peter 2 l'arrête, mais celui-ci est blessé par le Bouffon en retour. Alors que ce dernier commence à se réjouir de la mort de May, Peter 3 envoie le remède à Peter 1 qui l'injecte à Osborn, le ramenant à la raison et éliminant l'identité du Bouffon une fois pour toutes.
Alors qu'une multitude de visiteurs d'autres univers commence à arriver, Peter se rend compte que le seul moyen de protéger le multivers est de l'effacer de la mémoire de tout le monde. Il demande à Strange de refaire le sort en ce sens, puis fait des adieux déchirants à Strange à ses variants et MJ et Ned tout en leur promettant qu'il les retrouvera. Une fois le sort effectué, chacun est renvoyé dans son univers respectif et l'existence de Peter Parker est effacée de la mémoire de tous les habitants de son univers.
Plusieurs semaines plus tard, Peter rend visite à MJ et Ned pour se présenter à nouveau, mais se ravise finalement après avoir vu la blessure qu'elle s'était faite en tombant de l'échafaudage de la statue de la Liberté. Après s'être rendu sur la tombe de May où il a croisé Happy et s'être rappelé ses dernières paroles, Peter s'installe dans un petit appartement et décide de poursuivre ses activités en tant que super-héros, se créant à cet effet un nouveau costume à la main.
Scène inter-générique
Eddie Brock, aussi transporté dans l'univers de Peter 1 avec son symbiote Venom, est très impressionné du nombre de super-héros qui s'y trouvent. Pensant que Spider-Man est lié au fait qu'il s'y soit retrouvé, il décide de le rencontrer, mais en raison du dernier sort de Strange, Eddie est renvoyé dans son monde, ignorant que Venom a laissé une partie du symbiote derrière lui.
Scène post-générique
C’est une bande-annonce du film Doctor Strange in the Multiverse of Madness  : on retrouve Strange, qui doit faire face à ses actes après les événements ayant impliqué Spider-Man. Il part chercher de l'aide auprès de sa collègue Avenger Wanda Maximoff, devenue la Sorcière rouge, afin d'en apprendre plus sur le multivers. En outre, il va devoir affronter une version maléfique de lui-même, « Sinister Strange ».
Dans la version longue, la scène post-générique est le dernier journal télévisé du lycée de Betty Brant.

## Fiche technique
Sauf indication contraire, les informations mentionnées dans cette section peuvent être confirmées par les bases de données cinématographiques IMDb et Allociné,  présentes dans la section « Liens externes ».
- Titre original et français : Spider-Man: No Way Home
- Titre québécois : Spider-Man : Sans retour[1]
- Réalisation : Jon Watts
- Scénario : Chris McKenna et Erik Sommers, d'après les personnages Marvel Comics créés par Stan Lee et Steve Ditko
- Musique : Michael Giacchino
- Direction artistique : Lauren Abiouness, Samantha Avila, Cristopher Escobar, Frances Lynn Hernandez, Rachel Robb Kondrath, Kristen Maloney, Ali Safdari, David Scott, Brian Stultz et Clint Wallace
- Décors : Darren Gilford, Arnella Barbara, Rosemary Brandenburg et Emmanuelle Hoessly[2]
- Costumes : Sanja Milkovic Hays
- Photographie : Mauro Fiore
- Son : Kyle Arzt, Tony Lamberti (en), Kevin O'Connell (en), Chris Diebold, Vanessa Lapato
- Montage : Leigh Folsom Boyd et Jeffrey Ford (en)
- Production : Kevin Feige et Amy Pascal
  - Production déléguée : Avi Arad, Victoria Alonso (en), Louis D'Esposito (es), Rachel O'Connor, JoAnn Perritano et Matt Tolmach (en)
  - Production associée : Emily Fong et David H. Venghaus Jr.
  - Coproduction : Mitchell Bell et Chris Buongiorno
- Sociétés de production[3] : Marvel Studios et Pascal Pictures, présenté par Columbia Pictures
- Sociétés de distribution : Columbia Pictures et Sony Pictures Entertainment (États-Unis) ; Sony Pictures Releasing Canada (Canada) ; Sony Pictures Releasing International (France)
- Budget : 200 millions de $[4]
- Pays de production :  États-Unis
- Langues originales : anglais, tagalog[5]
- Format[6] : couleur — 2,39:1 (CinemaScope) / 1,90:1 (version IMAX) — son Dolby Atmos / Dolby Digital / Dolby Surround 7.1 / IMAX 6-Track
- Genre : action, aventures, fantastique, science-fiction, super-héros
- Durée : 148 minutes ; 157 minutes (version longue)
- Dates de sortie[7] :
  - Suisse romande : 15 décembre 2021 (sortie nationale)[8] ; 31 août 2022 (ressorti en salles, version longue)[9]
  - France, Belgique : 15 décembre 2021 (sortie nationale)[10],[11] ; 7 septembre 2022 (ressorti en salles, version longue)[12],[13]
  - États-Unis, Québec : 17 décembre 2021 (sortie nationale)[14] ; 2 septembre 2022 (ressorti en salles, version longue)[15]
- Classification[16] :
  - États-Unis : accord parental recommandé, film déconseillé aux moins de 13 ans (PG-13 - Parents Strongly Cautioned)[Note 12]
  - France : tous publics[17]
  - Belgique : potentiellement préjudiciable jusqu'à 12 ans (Mogelijk schadelijk voor kinderen onder de 12 jaar)[11],[18]
  - Suisse romande : interdit aux moins de 12 ans[19]
  - Québec : tous publics - déconseillé aux jeunes enfants (G - General Rating)[14]

## Distribution
- Tom Holland (VF : Hugo Brunswick ; VQ : Alexandre Bacon) : Peter « 1 » Parker / Spider-Man
- Zendaya (VF : Victoria Grosbois ; VQ : Célia Gouin-Arsenault) : Michelle « MJ » Jones-Watson (en)
- Andrew Garfield (VF : Donald Reignoux ; VQ : Gabriel Lessard) : Peter « 3 » Parker / Spider-Man
- Tobey Maguire (VF : Damien Witecka ; VQ : Hugolin Chevrette-Landesque) : Peter « 2 » Parker / Spider-Man
- Jacob Batalon (VF : Pascal Nowak ; VQ : Nicolas Poulin) : Ned Leeds
- Benedict Cumberbatch (VF : Jérémie Covillault ; VQ : Tristan Harvey) : Stephen Strange / Docteur Strange
- Marisa Tomei (VF : Stéphanie Lafforgue ; VQ : Éveline Gélinas) : May Parker
- Willem Dafoe (VF : Éric Herson-Macarel ; VQ : Sébastien Dhavernas) : Norman Osborn / le Bouffon vert
- Alfred Molina (VF : Gabriel Le Doze ; VQ : Manuel Tadros) : Dr Otto Octavius / Docteur Octopus
- Jamie Foxx (VF : Jean-Baptiste Anoumon ; VQ : Pierre Auger) : Max Dillon / Electro
- Jon Favreau (VF : Yann Guillemot ; VQ : Thiéry Dubé) : Harold « Happy » Hogan (en)
- Thomas Haden Church (VF : Hervé Furic ; VQ : Benoît Rousseau) : Flint Marko / l'Homme-sable
- Rhys Ifans (VF : Christian Gonon ; VQ : François Sasseville) : Dr Curt Connors / le Lézard
- Tony Revolori (VF : Gabriel Bismuth-Bienaimé ; VQ : Charles Sirard Blouin) : Flash Thompson
- Benedict Wong (VF : Enrique Carballido ; VQ : Pierre-Étienne Rouillard) : Wong
- J. K. Simmons (VF : Jean Barney ; VQ : Pierre Chagnon) : J. Jonah Jameson
- Angourie Rice (VF : Jennifer Fauveau ; VQ : Ludivine Reding) : Betty Brant
- Martin Starr (VF : Stéphane Fourreau ; VQ : Renaud Paradis) : Roger Harrington
- J. B. Smoove (VF : Frantz Confiac ; VQ : Louis-Olivier Mauffette) : Julius Dell
- Hannibal Buress (VF : Sydney Kotto ; VQ : Philippe Racine) : le coach Andre Wilson
- Arian Moayed (VF : Nessym Guetat ; VQ : Maël Davan-Soulas) : l'agent P. Cleary du Damage Control
- Paula Newsome (VF : Maïté Monceau ; VQ : Julie Beauchemin) : l'assistante du vice-chancelier du MIT
- Mary Rivera (VF : Michèle Bardollet) : Lola Leeds
- Charlie Cox (VF : Sylvain Agaësse ; VQ : Nicolas Charbonneaux-Collombet) : Matt Murdock (caméo)
- Tom Hardy (VF : Jérémie Covillault ; VQ : Paul Sarrasin) : Eddie Brock / Venom (caméo, scène inter-générique)
- Cristo Fernández (en) (VF : Benjamin Pascal) : le barman qui sert Eddie Brock (caméo, scène inter-générique)
- Jake Gyllenhaal (VF : Rémi Bichet ; VQ : Martin Watier) : Quentin Beck / Mystério (images tirées du film Spider-Man: Far From Home)

version française réalisée par la société de doublage Dubbing Brothers, sous la direction artistique de Jean-Philippe Puymartin, avec une  adaptation des dialogues par Bob Yangasa

Photos des acteurs principaux
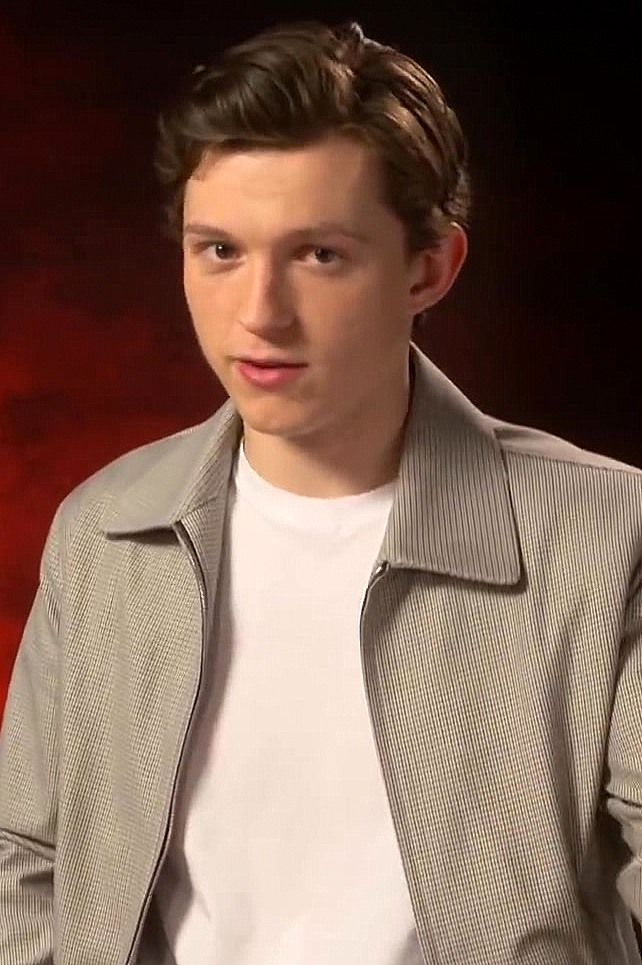
Tom Holland
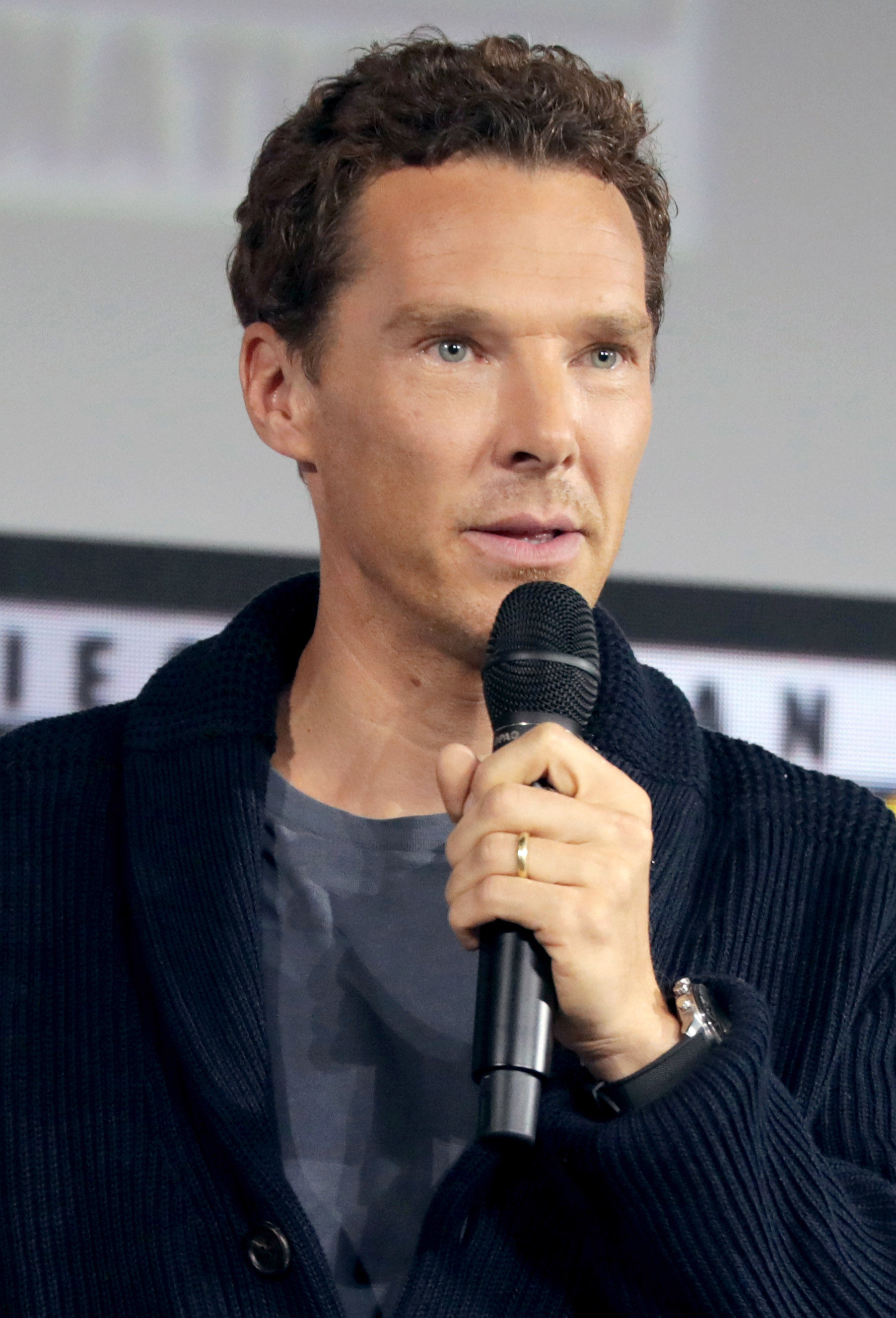
Benedict Cumberbatch
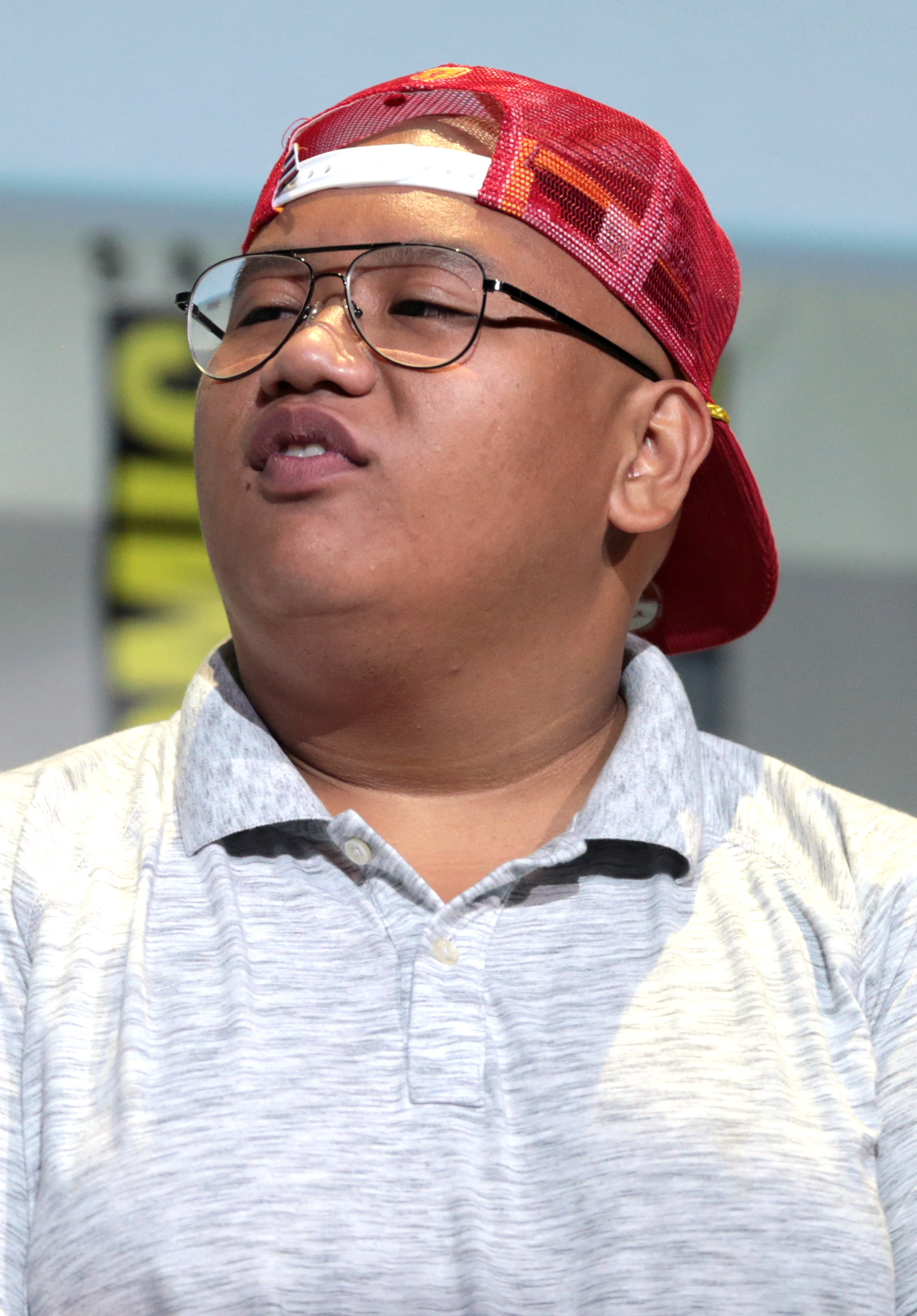
Jacob Batalon
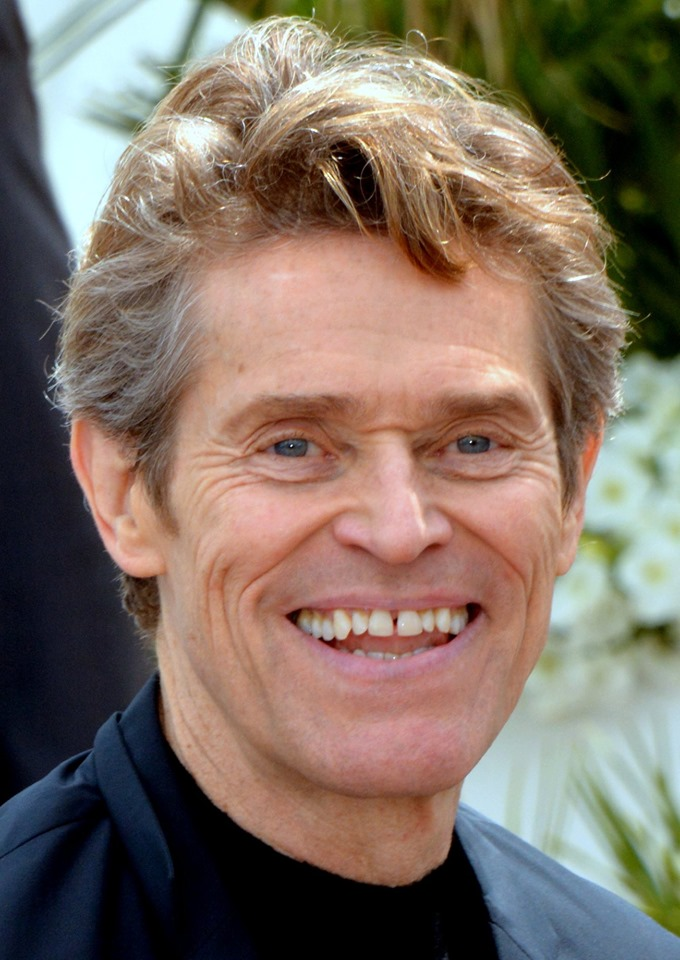
Willem Dafoe
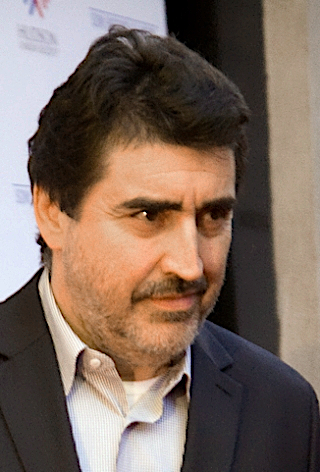
Alfred Molina
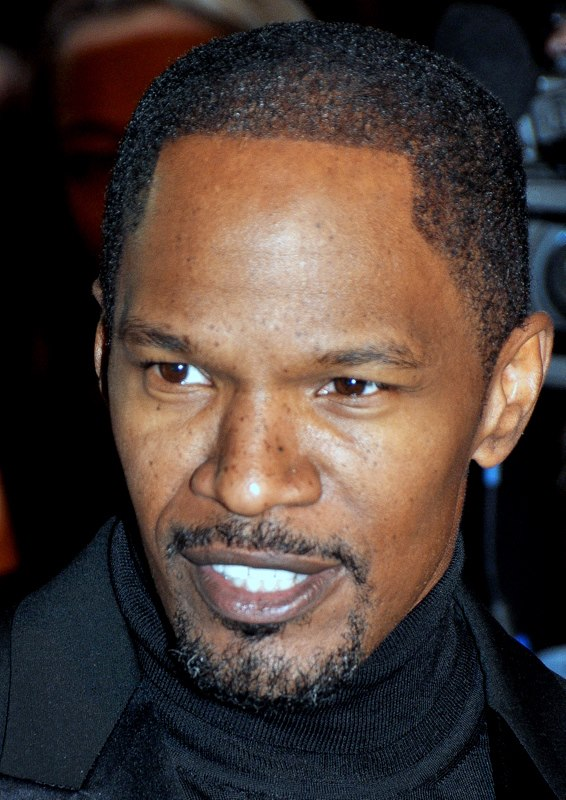
Jamie Foxx
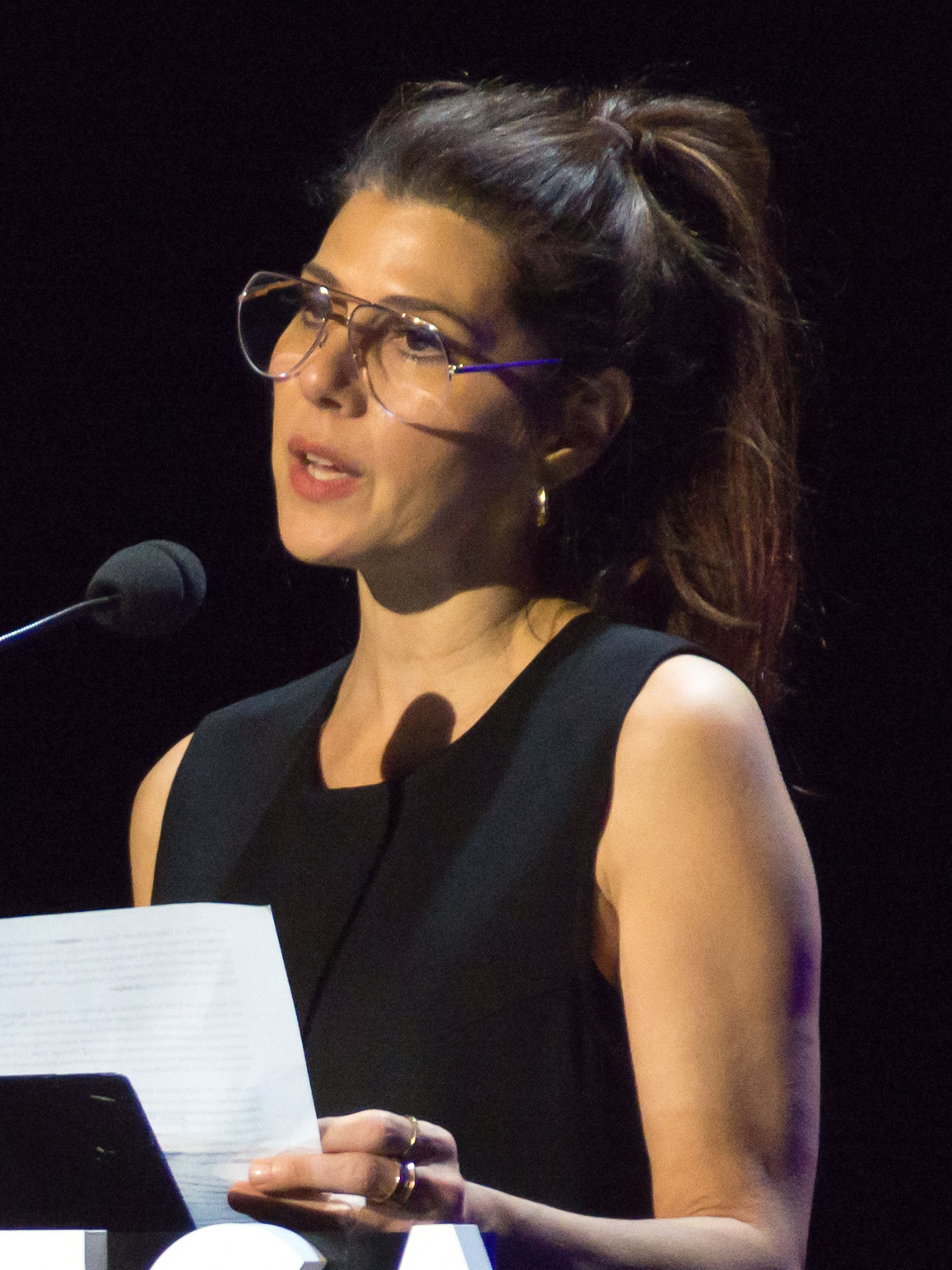
Marisa Tomei
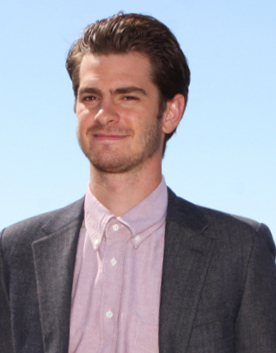
Andrew Garfield
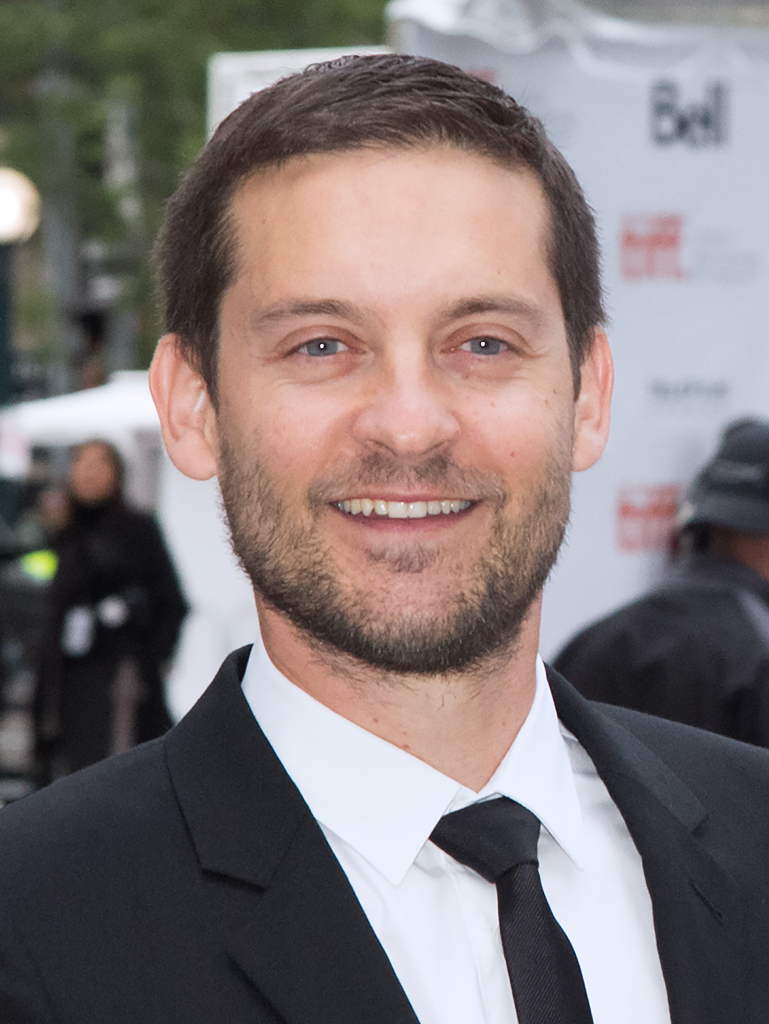
Tobey Maguire

## Production

### Genèse et développement
Lors de la production de Spider-Man: Homecoming (2017), deux suites sont prévues par Marvel Studios et Sony Pictures. En juin 2017, l'acteur Tom Holland a déclaré que le troisième film aura lieu durant la dernière année de lycée de Peter Parker. En juillet 2019, le président de Marvel Studios Kevin Feige déclare que le troisième film présentera « une histoire de Peter Parker qui n'a jamais été faite auparavant à l'écran » en raison de la fin du deuxième film, Spider-Man: Far From Home (2019), dans laquelle le monde entier apprend l'identité secrète de Spider-Man. Le réalisateur Jon Watts exprime son intérêt d'intégrer Kraven le chasseur comme principal antagoniste du troisième film.
Le 24 février 2021, le titre du film est annoncé : Spider-Man: No Way Home.

### Attribution des rôles
Le 10 août 2020, l'acteur Benedict Cumberbatch (Dr Strange) est annoncé au casting.
Le 25 février 2021, les retours de Jamie Foxx et Alfred Molina dans leurs rôles respectifs d'Electro et de docteur Octopus sont confirmés.
Le frère de Tom Holland, Harry Holland est engagé pour un caméo dans le rôle d'un dealer, similaire à celui dans Cherry (2021), autre film avec son frère. Cependant, son apparition est coupée au montage mais il apparaît dans la version longue.
Alors que Marvel a introduit le « Multivers » dans la phase IV, la presse et les fans spéculent sur la présence d'acteurs et de personnages des précédents films Spider-Man, et notamment celles d'Andrew Garfield et de Tobey Maguire, qui ont tenu ce rôle avant Tom Holland. Des rumeurs évoquent aussi la présence de Charlie Cox qui incarnait Daredevil dans la série du même nom diffusée sur Netflix. Les studios Marvel se refusent cependant à confirmer la présence d'Andrew Garfield et Tobey Maguire dans ce film. Cependant, à la sortie en salle, la présence des trois acteurs se révèlera finalement être une réalité.

### Tournage
En octobre 2020, la seconde équipe tourne quelques plans extérieurs à New York,,, sous le faux titre Serenity Now.
Le tournage principal a ensuite lieu avec les acteurs principaux à Atlanta et ses environs, notamment dans les Trilith Studios. Des scènes sont également tournées en Islande. Les prises de vues s'achèvent le 26 mars 2021,.

## Musique
Bandes originales de l'univers cinématographique Marvel
Les Éternels
(2021) Doctor Strange in the Multiverse of Madness
(2022)
Tout comme Spider-Man: Homecoming et Spider-Man: Far From Home, la musique du film est composée par Michael Giacchino.
| 1.  | Intro to Fake News | 1:12  |
| 2.  | World's Worst Friendly Neighbor | 0:52  |
| 3.  | Damage Control | 2:18  |
| 4.  | Being a Spider Bites | 1:06  |
| 5.  | Gone In a Flash | 1:53  |
| 6.  | All Spell Breaks Loose | 3:26  |
| 7.  | Otto Trouble (Contient des éléments du thème Doc Ock Suite de Danny Elfman.)                                                           | 4:20  |
| 8.  | Ghost Fighter in the Sky / Beach Blanket Bro Down                                                                                      | 2:48  |
| 9.  | Strange Bedfellows | 1:46  |
| 10. | Sling vs Bling | 5:01  |
| 11. | Octo Gone | 3:35  |
| 12. | No Good Deed | 5:01  |
| 13. | Exit Through the Lobby | 4:16  |
| 14. | A Doom With a View | 2:01  |
| 15. | Spider Baiting | 1:36  |
| 16. | Liberty Parlance | 1:29  |
| 17. | Monster Smash | 1:22  |
| 18. | Arc Reactor | 2:58  |
| 19. | Shield of Pain (Contient des éléments du thème Spider-Man - Main Titles de Danny Elfman et de The Amazing Spider-Man de James Horner.) | 4:52  |
| 20. | Goblin His Inner Demons | 3:55  |
| 21. | Forget Me Knots | 6:50  |
| 22. | Peter Parker Picked a Perilously Precarious Profession                                                                                 | 1:32  |
| 23. | Arachnoverture | 10:07 |

## Accueil

### Sortie
Le film devait initialement sortir le 16 juillet 2021 aux États-Unis. En raison de la pandémie de Covid-19, le tournage prend du retard et la sortie est d'abord repoussée au 5 novembre 2021. En juillet 2021, il est finalement repoussé au 15 décembre 2021.
Spider-Man : No Way Home est sorti le 27 avril 2022 en DVD, Blu-ray et Blu-ray 4K ainsi qu'en édition limitée Steelbook, avec plus de deux heures de bonus en suppléments : un making-of avec les interviews du réalisateur, des producteurs et des différents acteurs du film, ainsi que des scènes coupées et un bêtisier.
Spider-Man : No Way Home - The More Fun Stuff Version, une version longue du film, sort en septembre 2022.

### Accueil critique
Le film reçoit globalement de très bonnes critiques. Le site américain Rotten Tomatoes lui attribue un score de 93 % avec 421 critiques et un score d’audience de 98 %. Le site AlloCiné propose une note de 3,3/5 à partir de l'interprétation de 27 critiques de presse .
Dans une interview accordée au Los Angeles Times, le réalisateur Sam Raimi déclare : « J’ai adoré Spider-Man : No Way Home. Le public vivait les sensations fortes à 100 % […] C’était sincère ! Et bien sûr, c’était génial de revoir mes vieux amis. »

### Box-office
| Pays ou région        | Box-office        | Date d'arrêt du box-office | Nombre de semaines |
| --------------------- | ----------------- | -------------------------- | ------------------ |
| États-Unis Canada     | 814 866 759 $     | 6 octobre 2022             | 33                 |
| France                | 7 387 844 entrées | 4 octobre 2022             | 21                 |
| Total hors États-Unis | 1 107 732 041 $   | 6 octobre 2022             | 33                 |
| Total mondial         | 1 922 598 800 $   | 6 octobre 2022             | 33                 |

Malgré les restrictions liées à la pandémie de Covid-19, le film devient la deuxième plus grosse ouverture au box-office. À ses débuts aux États-Unis, il génère 260 millions de dollars dans 4 336 cinémas et totalise 79 134 000 d'entrées en fin d'exploitation. Fort de sept millions d'entrées, No Way Home devient le plus gros succès d'un film de super-héros en France ; il dépasse Avengers : Endgame, ce qui fait de lui le plus grand succès du MCU au box-office français.
Le film termine sa carrière en devenant le sixième plus gros succès de l’histoire et manque de dépasser la barre des deux milliards de dollars recettes. Il reste ainsi derrière Avengers Infinity War, Star Wars, épisode VII : Le Réveil de la Force, Titanic, Avengers: Endgame et Avatar.

## Distinctions
Entre 2021 et 2022, le film Spider-Man: No Way Home a été sélectionné 104 fois dans diverses catégories et a remporté 35 récompenses,.

### Récompense
- Saturn Awards 2022 : meilleur film tiré d'un comic

### Nomination
- Oscars 2022 : meilleurs effets visuels

## Suite
Après le film, les projets d'une nouvelle trilogie sont vite apparus, mais Tom Holland a déclaré n'accepter de reprendre le rôle que si le script était assez bon. En octobre 2024, Holland et Zendaya révèlent avoir lu une première version du script prévu pour le quatrième film Spider-Man. Le film devrait être réalisé par Destin Daniel Cretton, qui a déjà réalisé Shang-Chi et la Légende des Dix Anneaux pour le MCU. Une semaine plus tard, Marvel Studios annonce une date de sortie pour le film au 24 juillet 2026, après une production prévue pour la mi-2025.